# Un Pingüino en mi Ascensor (álbum)
Un Pingüino en mi Ascensor es el nombre del miniálbum debut del grupo español homónimo. Fue publicado en 1987 por DRO. A principios de 1987, DRO acepta editar el primer miniálbum del grupo, disco con 6 temas que tenía el mismo nombre del grupo; el único instrumento utilizado es un teclado estilo casiotone. El disco después recibió el nombre de Yang & Gínes

## Lista de canciones
Todas las canciones escritas y compuestas por José Luis Moro.
| N.º | Título                                         | Escritor(es) | Duración |  |
| 1.  | «Espiando a mi vecina»                         |              | 2:53     |  |
| 2.  | «El sendero luminoso (me persigue sin reposo)» |              | 3:21     |  |
| 3.  | «Recogiendo el algodón»                        |              | 3:57     |  |
| 4.  | «Juegas con mi corazón»                        |              | 3:29     |  |
| 5.  | «Quiero ser un teenager norteamericano»        |              | 2:54     |  |
| 6.  | «Mi café»                                      |              | 2:58     |  |

## Créditos

### Músicos
- José Luis Moro - Voz, teclado y sintetizadores.

### Ficha técnica
- Andrés Rodríguez - Productor.
- Alberto de Palacio - Ingeniero.